# Grano (Vezza d'Oglio)
Grano è una frazione del comune di Vezza d'Oglio, in alta Val Camonica, provincia di Brescia.

## Geografia fisica
Posizionato a nord-ovest dell'abitato di Vezza.

## Monumenti e luoghi d'interesse

### Architetture religiose
Le chiese di Grano sono:
- Chiesa dei Santi Rocco e Sebastiano, contiene affreschi del Corbellini.